# Puchar Świata w narciarstwie szybkim 2011/2012
Puchar Świata w narciarstwie szybkim 2011/2012 rozpoczął się 25 lutego 2012 w andorskim Pas de la Casa-Grandvalira, a zakończył się 19 kwietnia 2012 w szwajcarskim Verbier.
Puchar Świata został rozegrany 5 miastach na 2 kontynentach.

## Kalendarz i wyniki Pucharu Świata

### Mężczyźni
| Lp. | Data             | Miejscowość                | 1. Miejsce           | 2. Miejsce      | 3. Miejsce          |
| --- | ---------------- | -------------------------- | -------------------- | --------------- | ------------------- |
| 1.  | 26 lutego 2012   | Pas de la Casa-Grandvalira | Klaus Schrottshammer | Philippe May    | Bastien Montes      |
| 2.  | 9 marca 2012     | Sun Peaks                  | zawody odwołane      | zawody odwołane | zawody odwołane     |
| 3.  | 11 marca 2012    | Sun Peaks                  | zawody odwołane      | zawody odwołane | zawody odwołane     |
| 4.  | 18 marca 2012    | Vars                       | Klaus Schrottshammer | Ivan Origone    | Jędrzej Dobrowolski |
| 5.  | 24 marca 2012    | Idrefjall                  | Klaus Schrottshammer | Philippe May    | Simone Origone      |
| 6.  | 25 marca 2012    | Idrefjall                  | Klaus Schrottshammer | Ivan Origone    | Simone Origone      |
| 7.  | 19 kwietnia 2012 | Verbier                    | Klaus Schrottshammer | Simone Origone  | Ivan Origone        |

### Kobiety
| Lp. | Data             | Miejscowość                | 1. Miejsce      | 2. Miejsce          | 3. Miejsce          |
| --- | ---------------- | -------------------------- | --------------- | ------------------- | ------------------- |
| 1.  | 26 lutego 2012   | Pas de la Casa-Grandvalira | Sanna Tidstrand | Linda Baginski      | Karine Dubouchet    |
| 2.  | 9 marca 2012     | Sun Peaks                  | zawody odwołane | zawody odwołane     | zawody odwołane     |
| 3.  | 11 marca 2012    | Sun Peaks                  | zawody odwołane | zawody odwołane     | zawody odwołane     |
| 4.  | 18 marca 2012    | Vars                       | Sanna Tidstrand | Karine Dubouchet    | Liss-Anne Pettersen |
| 5.  | 24 marca 2012    | Idrefjall                  | Jennifer Romano | Karine Dubouchet    | Sanna Tidstrand     |
| 6.  | 25 marca 2012    | Idrefjall                  | Sanna Tidstrand | Liss-Anne Pettersen | Karine Dubouchet    |
| 7.  | 19 kwietnia 2012 | Verbier                    | Sanna Tidstrand | Liss-Anne Pettersen | Tracie Sachs        |

## Klasyfikacje

### Mężczyźni
| Lp. | Zawodnik             | Punkty |
| --- | -------------------- | ------ |
| 1.  | Klaus Schrottshammer | 500    |
| 2.  | Ivan Origone         | 310    |
| 3.  | Philippe May         | 279    |
| 4.  | Simone Origone       | 254    |
| 5.  | Bastien Montes       | 216    |
| 6.  | Radek Čermák         | 185    |
| 7.  | Reto Eigenmann       | 171    |
| 8.  | Christian Jansson    | 165    |
| 9.  | Jędrzej Dobrowolski  | 110    |
| 10. | Ismael Devenes       | 104    |

| Lp. | Zawodnik            | Punkty |
| --- | ------------------- | ------ |
| 1.  | Sanna Tidstrand     | 460    |
| 2.  | Karine Dubouchet    | 330    |
| 3.  | Liss-Anne Pettersen | 270    |
| 4.  | Linda Baginski      | 255    |
| 5.  | Jennifer Romano     | 231    |
| 6.  | Lisa Hovland-Udén   | 130    |
| 7.  | Tracie Sachs        | 100    |
| 8.  | Hanna Matslofva     | 32     |

| Lp. | Zawodnik            | Punkty |
| --- | ------------------- | ------ |
| 1.  | Sanna Tidstrand     | 460    |
| 2.  | Karine Dubouchet    | 330    |
| 3.  | Liss-Anne Pettersen | 270    |
| 4.  | Linda Baginski      | 255    |
| 5.  | Jennifer Romano     | 231    |
| 6.  | Lisa Hovland-Udén   | 130    |
| 7.  | Tracie Sachs        | 100    |
| 8.  | Hanna Matslofva     | 32     |